# Добровольский, Владимир Владимирович
Владимир Владимирович Доброво́льский (1880—1956) — советский учёный в области теории механизмов, член-корреспондент АН СССР (1946). Заслуженный деятель науки и техники РСФСР (6.1.1943).

## Биография
Родился 25 мая (6 июня) 1880 года в Мозыре (ныне Гомельская область, Беларусь) в семье учителя математики В. Е. Добровольского. По окончании Минского реального училища поступил в ИМТУ. В начале 1902 года учёба была прервана в связи с высылкой в Сибирь за участие в антиправительственной демонстрации. В конце 1903 года ему было разрешено продолжать учебу в ИМТУ, которое он окончил с отличием в 1906 году со званием инженера-механика. Стал преподавать в Брянском среднем механико-техническом училище; в 1913 году перешёл на работу в Московское среднее техническое училище, где преподавал механику и некоторые специальные предметы. В 20-х годах преподавал механику на рабфаке им. Артема Московской горной академии.
В 1929—1940 годах — профессор ВВА имени Н. Е. Жуковского. В 1930—1949 годах — заведующий кафедрой теории механизмов в МИС имени И. В. Сталина. В 1937—1953 годах работал в лаборатории механизмов и машин-автоматов и автоматических линий в Институте машиноведения.
В 1938 году, на базе идей Л. В. Ассура, дал классификацию механизмов, которая способствовала развитию кинематики и кинетостатики механизмов; в 1940—1945 годах разработал теорию сферических механизмов. Часть его работ была посвящена теории и расчету зубчатых механизмов, определению их кпд и пр.
Лауреат премии имени П. Л. Чебышёва (1946).
Был прихожанином храма Ильи Обыденного в Москве. Умер 18 августа 1956 года.
Похоронен в Москве на Ваганьковском кладбище с супругой.

## Научные труды
- Динамика кинематической цепи. Ч. 1—-2. — Москва, 1930—1931.
- Система механизмов. — Москва, 1943.
- Теория сферических механизмов. — Москва, 1947.
- Теория механизмов. — Москва, 1951.